# George Irving (acteur)
Pour les articles homonymes, voir George Irving.
George Irving (parfois crédité George H. Irving ou George S. Irving) est un acteur et réalisateur américain, de son nom complet George Henry Irving, né le 5 octobre 1874 à New York (État de New York, États-Unis) et mort le 11 septembre 1961 à Hollywood (Californie, États-Unis).

## Biographie
En 1899, George Irving débute au théâtre à Broadway (New York), où il joue dans onze pièces, jusqu'en 1907.
Au cinéma, il réalise trente-cinq films américains, entre 1914 et 1924 (donc exclusivement muets). Comme acteur, il apparaît dans deux-cent cinquante-deux films, de 1914 à 1948, un de ses plus connus étant L'Impossible Monsieur Bébé, avec Katharine Hepburn et Cary Grant, sorti en 1938 ; notons que cette même année, il interprète un petit rôle dans le film français Ernest le rebelle, avec Fernandel.
George Irving se retire définitivement après avoir participé à deux séries télévisées, en 1951 et 1954.

## Théâtre
Pièces jouées à Broadway
- 1899 : The Only Way de Freeman Wills, d'après Le Conte de deux cités (A Tale of Two Cities) de Charles Dickens
- 1900 : L'Aiglon de Jean Rostand, adaptation (sous le même titre) de Louis N. Parker
- 1900-1901 : A Royal Family de Robert Marshall, avec Richard Bennett, Charles Richman
- 1901-1902 : Quality Street de J. M. Barrie
- 1902 : The New Clown d'H. M. Paul, production de Charles Frohman, avec Elsie Ferguson
- 1902 : Les Deux Écoles (The Two Schools) d'Alfred Capus
- 1903 : The Pretty Sister of Jose de Frances Hodgson Burnett
- 1903 : Gipsy de Sydney Grundy, avec Guy Standing
- 1904-1905 : The Little Minister de J. M. Barrie (adaptée au cinéma en 1934)
- 1905 : Just Out of College de George Ade, avec Tully Marshall (adaptée au cinéma en 1915 — réalisation de George Irving — : voir filmographie ci-dessous)
- 1907 : When Knights were bold de Charles Marlowe

## Filmographie partielle

### Comme acteur
- 1914 : Paid in Full d'Augustus E. Thomas
- 1924 : Madonna of the Streets d'Edwin Carewe (non crédité)
- 1924 : For Sale de George Archainbaud
- 1925 : L'Or rouge (The Golden Princess) de Clarence G. Badger
- 1925 : Blanco, cheval indompté (Wild Horse Mesa) de George B. Seitz
- 1925 : Les Pirates de l'air (The Air Mail) d'Irvin Willat
- 1926 : Le Corsaire masqué (The Eagle of the Sea) de Frank Lloyd
- 1926 : The Midnight Kiss d'Irving Cummings
- 1926 : La Roche qui tue (Desert Gold) de George B. Seitz
- 1926 : Trois Sublimes Canailles (3 Bad Men) de John Ford
- 1927 : Les Ailes (Wings) de William A. Wellman
- 1927 : Volonté (Man Power) de Clarence G. Badger
- 1927 : Erik le mystérieux (The Last Performance) de Paul Fejos
- 1927 : Le Don Juan du cirque (Two Flaming Youths) réalisé par John Waters
- 1927 : Drums of the Desert de John Waters
- 1928 : The Lady of Victories de Roy William Neill
- 1928 : Les Damnés de l'océan (The Docks of New York) de Josef von Sternberg
- 1928 : Deux Honnêtes Fripouilles (Partners in Crime) de Frank R. Strayer
- 1928 : Craig's Wife de William C. de Mille
- 1929 : Coquette de Sam Taylor
- 1929 : La Fille sans dieu (The Godless Girl) de Cecil B. DeMille
- 1929 : Paris Bound d'Edward H. Griffith
- 1929 : La Danse de la vie (The Dance of Life) de John Cromwell et A. Edward Sutherland
- 1929 : L'Assommeur (Thunderbolt) de Josef von Sternberg
- 1929 : Les Mousquetaires de l'air (Flight) de Frank Capra
- 1930 : Madame et ses partenaires (Part Time Wife) de Leo McCarey
- 1930 : La Divorcée (The Divorcee) de Robert Z. Leonard
- 1930 : Vertige (Puttin' on the Ritz) d'Edward Sloman
- 1930 : The Spoilers de Edwin Carewe
- 1930 : The Naughty Flirt d'Edward F. Cline
- 1931 : Agent X 27 (Dishonored) de Josef von Sternberg
- 1931 : L'Inspiratrice (Inspiration) de Clarence Brown
- 1931 : Graft de Christy Cabanne
- 1931 : The Star Witness de William A. Wellman
- 1931 : Une tragédie américaine (An American Tragedy) de Josef von Sternberg
- 1931 : Resurrection d'Edwin Carewe
- 1932 : L'Homme que j'ai tué (Broken Lullaby) d'Ernst Lubitsch
- 1932 : Merrily We Go to Hell de Dorothy Arzner
- 1932 : Tête brûlée (Airmail) de John Ford
- 1932 : The Famous Ferguson Case de Lloyd Bacon
- 1932 : L'Île du docteur Moreau (Island of Lost Souls) d'Erle C. Kenton
- 1933 : Le Roi de la bière (What! No Beer?) d'Edward Sedgwick
- 1933 : Héros à vendre (Heroes for Sale) de William A. Wellman
- 1933 : 42e Rue (42nd Street) de Lloyd Bacon
- 1933 : Damaged Lives d'Edgar Georg Ulmer
- 1933 : L'Irrésistible (Son of a Sailor) de Lloyd Bacon
- 1934 : Le Monde en marche (The World moves on) de John Ford
- 1934 : L'Ennemi public no 1 (Manhattan Melodrama) de W.S. Van Dyke et George Cukor
- 1934 : Dollars et Whisky (You're telling me!) d'Erle C. Kenton
- 1934 : Shirley aviatrice (Bright Eyes) de David Butler
- 1934 : La Môme Mona (Pursued) de Louis King
- 1935 : L'Intruse (Dangerous) d'Alfred E. Green
- 1935 : Lampes de Chine (Oil for the Lamps of China) de Mervyn LeRoy
- 1935 : Une nuit à l'opéra (A Night at the Opera) de Sam Wood
- 1935 : Les Nuits de la pampa (Under the Pampas Moon) de James Tinling
- 1935 : L'Enfer (Dante's Inferno) d'Harry Lachman
- 1935 : Society Fever de Frank R. Strayer
- 1935 : Cinquante mille dollars morte ou vive (Three Kids and a Queen) d'Edward Ludwig
- 1935 : Charlie Chan en Égypte (Charlie Chan in Egypt) de Louis King
- 1936 : C'était inévitable (It had to happen) de Roy Del Ruth
- 1936 : Message à Garcia (A Message to Garcia) de George Marshall
- 1936 : Capitaine Janvier (Captain January) de David Butler
- 1936 : Hearts in Bondage (en) de Lew Ayres
- 1936 : Une certaine jeune fille (Private Number) de Roy Del Ruth
- 1936 : Betsy (Hearts divided) de Frank Borzage
- 1936 : Les Écumeurs de la mer (Sea Spoilers) de Frank R. Strayer
- 1936 : Charlie Chan aux courses (Charlie Chan at the Race Track) de H. Bruce Humberstone : Major Kent
- 1936 : Le Doigt qui accuse (The Accusing Finger) de James Patrick Hogan
- 1936 : Give me Liberty de B. Reeves Eason
- 1936 : The Mandarin Mystery de Ralph Staub
- 1937 : L'Or et la Chair (The Toast of New York) de Rowland V. Lee
- 1937 : Déjeuner pour deux (Breakfast for Two) d'Alfred Santell
- 1937 : Vol de zozos (High Flyers) d'Edward F. Cline
- 1937 : SOS vertu ! (Wise Girl) de Leigh Jason
- 1937 : Border Cafe de Lew Landers
- 1937 : Crime en haute mer (China Passage) d'Edward Killy : Dr. Sibley
- 1937 : Les Démons de la mer (Sea Devils) de Benjamin Stoloff
- 1938 : L'Impossible Monsieur Bébé (Bringing Up Baby) d'Howard Hawks
- 1938 : Derrière les grands murs (Condemned Women) de Lew Landers
- 1938 : Ernest le rebelle de Christian-Jaque
- 1938 : Gangster d'occasion (Co Chase Yourself) d'Edward F. Cline
- 1938 : The Affairs of Annabel de Benjamin Stoloff
- 1939 : Bad Little Angel (en) de Wilhelm Thiele
- 1939 : Au service de la loi (Sergeant Madden) de Josef von Sternberg
- 1939 : Streets of New York de William Nigh

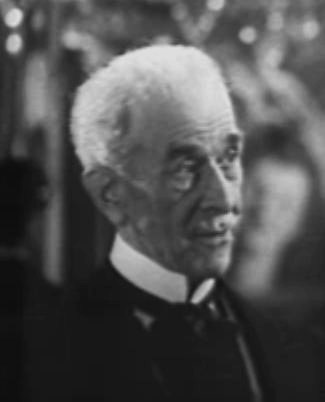
Dans Barbe-Bleue (1944)

- 1939 : La Grande Farandole (The Story of Irene and Vernon Castle) d'Henry C. Potter
- 1939 : Jeunesse triomphante (Dust Be My Destiny) de Lewis Seiler
- 1939 : André Hardy millionnaire (The Hardys ride high) de George B. Seitz
- 1939 : Agent double (Espionage Angent) de Lloyd Bacon
- 1939 : A Child Is Born de Lloyd Bacon
- 1940 : Abraham Lincoln (Abe Lincoln in Illinois) de John Cromwell
- 1940 : L'Île des amours (New Moon) de Robert Z. Leonard
- 1940 : Florian d'Edwin L. Marin
- 1941 : Folie douce (Love Crazy) de Jack Conway
- 1941 : Sergent York (Sergeant York) d'Howard Hawks
- 1942 : Lune de miel mouvementée (Once upon a Honeymoon) de Leo McCarey
- 1942 : King of the Mounties (en) de William Witney
- 1942 : L'Inspiratrice (The Great Man's Lady) de William A. Wellman
- 1943 : Le Fils de Dracula (Son of Dracula) de Robert Siodmak
- 1943 : Les bourreaux meurent aussi (Hangmen also die) de Fritz Lang
- 1944 : Barbe-Bleue (Bluebeard) d'Edgar Georg Ulmer
- 1944 : L'Imposteur (The Impostor) de Julien Duvivier
- 1944 : Vacances de Noël (Christmas Holiday) de Robert Siodmak
- 1947 : La Cité magique (Magic Town) de William A. Wellman

### Comme réalisateur
- 1914 : The Jungle (coréalisé par John H. Pratt et Augustus E. Thomas) (+ acteur)
- 1914 : Dan (coréalisé par John H. Pratt)
- 1915 : The Fairy and the Waif (coréalisé par Marie Humbert Frohman)
- 1915 : The Builder of Bridges
- 1915 : Just Out of College
- 1915 : John Glayde's Honor
- 1915 : Body and Soul (+ acteur)
- 1916 : The Ballet Girl
- 1916 : The Woman in 47
- 1916 : Then I'll come back to you
- 1916 : What happened at 22
- 1916 : Jaffery
- 1916 : The Conquest of Canaan
- 1916 : The Witching Hour
- 1917 : God's Man
- 1917 : Raffles, the Amateur Cracksman
- 1917 : Daughter of Destiny
- 1918 : Her Boy
- 1918 : The Landsloper
- 1918 : To Hell with the Kaiser!

- 1918 : Back to the Woods
- 1918 : Hidden Fires
- 1919 : The Silver King
- 1919 : As a Man thinks
- 1919 : The Volcano
- 1919 : The Glorious Lady
- 1919 : The Capitol
- 1920 : The Blue Pearl
- 1920 : Children of Destiny

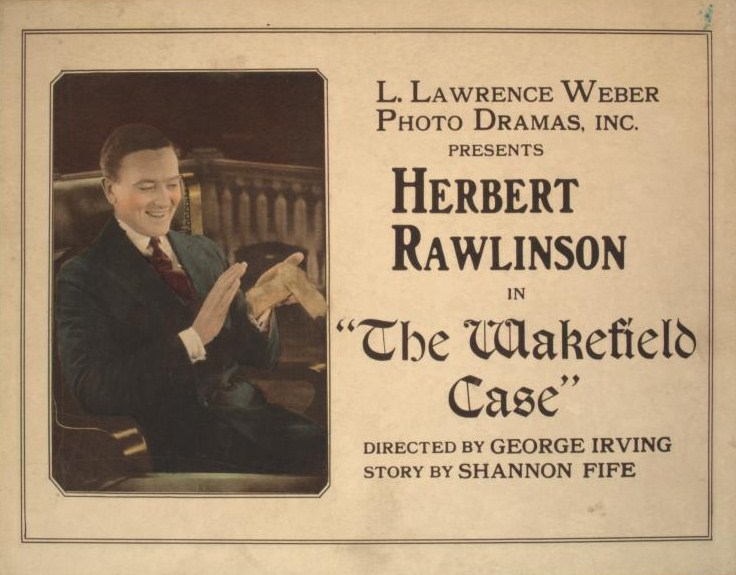
The Wakefield Case (1921) : carte postale promotionnelle

- 1920 : The Misleading Lady (coréalisé par George Terwilliger)
- 1921 : Just Outside the Door
- 1921 : The Wakefield Case
- 1922 : Her Majesty
- 1923 : Lost in a Big City
- 1924 : Floodgates